# Smile (песня Моргана Уоллена)
«Smile» — песня американского кантри-певца Моргана Уоллена. Она была выпущена 31 декабря 2024 года лейблами Big Loud, Republic Records и Mercury Records в качестве третьего сингла из предстоящего четвёртого студийного альбома Уоллена I’m the Problem и следует за лид-синглом «Lies Lies Lies» и синглом «Love Somebody».

## История
Продлив турне One Night at a Time до 2024 года, Уоллен впервые был замечен в студии звукозаписи в июне 2024 года. 4 июля и 18 октября он выпустил два сингла из предстоящего проекта, соответственно: «Lies Lies Lies» и «Love Somebody».
Тогдашний сингл без названия «Smile» был впервые представлен через пост в Instagram с аудиозаписью песни 7 августа 2024 года. Как и в случае с предыдущими синглами, никакой информации о песне или дате релиза не было, но, судя по тексту, песню чаще всего называли «Good to See You Smile». Лирика фрагмента была интерпретирована как то, что Уоллен заметил несчастье своей партнёрши и впервые за долгое время увидел её улыбку. Песня была выпущена без предварительного объявления в канун Нового года 2024 года, почти пять месяцев спустя.

## Композиция
Песня «Smile» продолжает повествование, заданное предыдущими синглами «Lies Lies Lies» и «Love Somebody», поскольку Уоллен рассказывает о «маленьких моментах жизни и тоске». Он размышляет о светлых моментах прошлых отношений и подчёркивает, что любил видеть, как его возлюбленная «улыбается». Написанная в соавторстве с американским певцом Эрнестом, с которым Уоллен сотрудничал для сингла «Cowgirls» (2024), «приземлённая баллада» отличается «эмоциональной уязвимостью» наряду с его особым «мастерством повествования».

## Чарты

### Еженедельные чарты
| Чарт (2025)                          | Высшая позиция |
| ------------------------------------ | -------------- |
| Австралия (ARIA)                     | 36             |
| Австралия Country Hot 50 (The Music) | 31             |
| Канада (Billboard Canadian Hot 100)  | 11             |
| Мир (Billboard Global 200)           | 19             |
| Ирландия (IRMA)                      | 46             |
| Новая Зеландия (RMNZ)                | 3              |
| Норвегия (VG-lista)                  | 24             |
| Швеция (Sverigetopplistan)           | 51             |
| Великобритания (UK Singles Chart)    | 52             |
| США (Billboard Hot 100)              | 4              |
| США (Digital Song Sales, Billboard)  | 1              |
| США (Billboard Country Airplay)      | 31             |
| США (Billboard Hot Country Songs)    | 2              |